# Metropolitano de Estocolmo
O Metropolitano de Estocolmo (em sueco:  Stockholms tunnelbana) é o sistema de transportes ferroviários subterrâneos de Estocolmo. É o único metrô da Suécia. É gerido pela empresa Storstockholms Lokaltrafik (SL).
Actualmente, é constituído exactamente por cem estações, das quais 53 se encontram à superfície e 47 debaixo da terra.

## Linhas
1. a linha verde possui um total de 49 estações, das quais 37 se encontram à superfície. Estende-se por 41 256 metros. Foi inaugurada em 1950.
2. a linha vermelha possui um total de 36 estações, das quais 15 se encontram à superfície. Estende-se por 41 238 metros,(18 metros mais curta que a linha verde). Foi inaugurada em 1964 (entre T-Centralen - Fruängen/Örnsberg). Antigamente, a linha vermelha era assinalada pela cor laranja nos mapas, mas, a partir dos anos 80, passou a ser assinalada pela cor vermelha.
3. a linha azul possui um total de 20 estações, encontrando-se uma delas à superfície. Existe ainda uma estação que não chegou a ser terminada, apesar de constar do plano original. Estende-se por 25 516 metros. Foi inaugurada em 1975 (entre T-Centralen - Hjulsta).

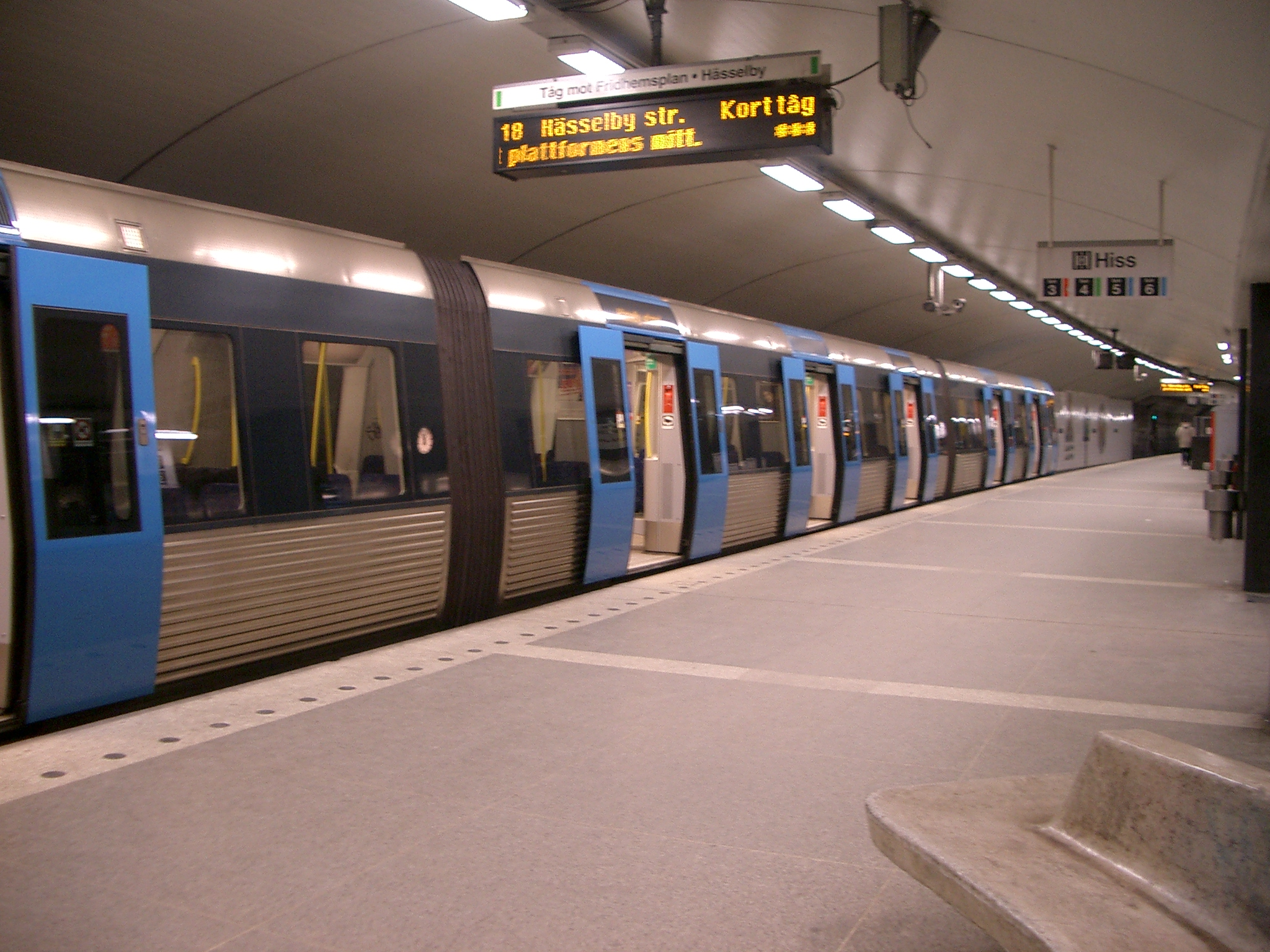
Linha verde em T-Centralen.

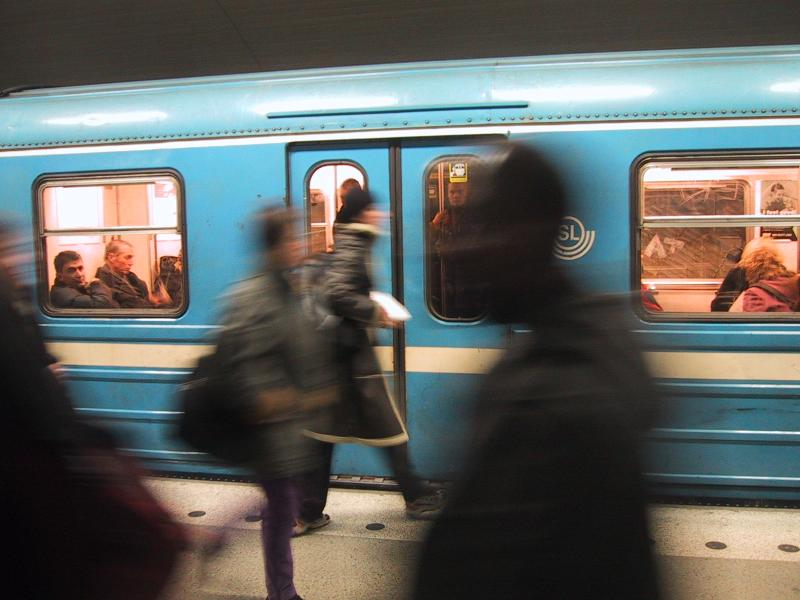
O metro de Estocolmo

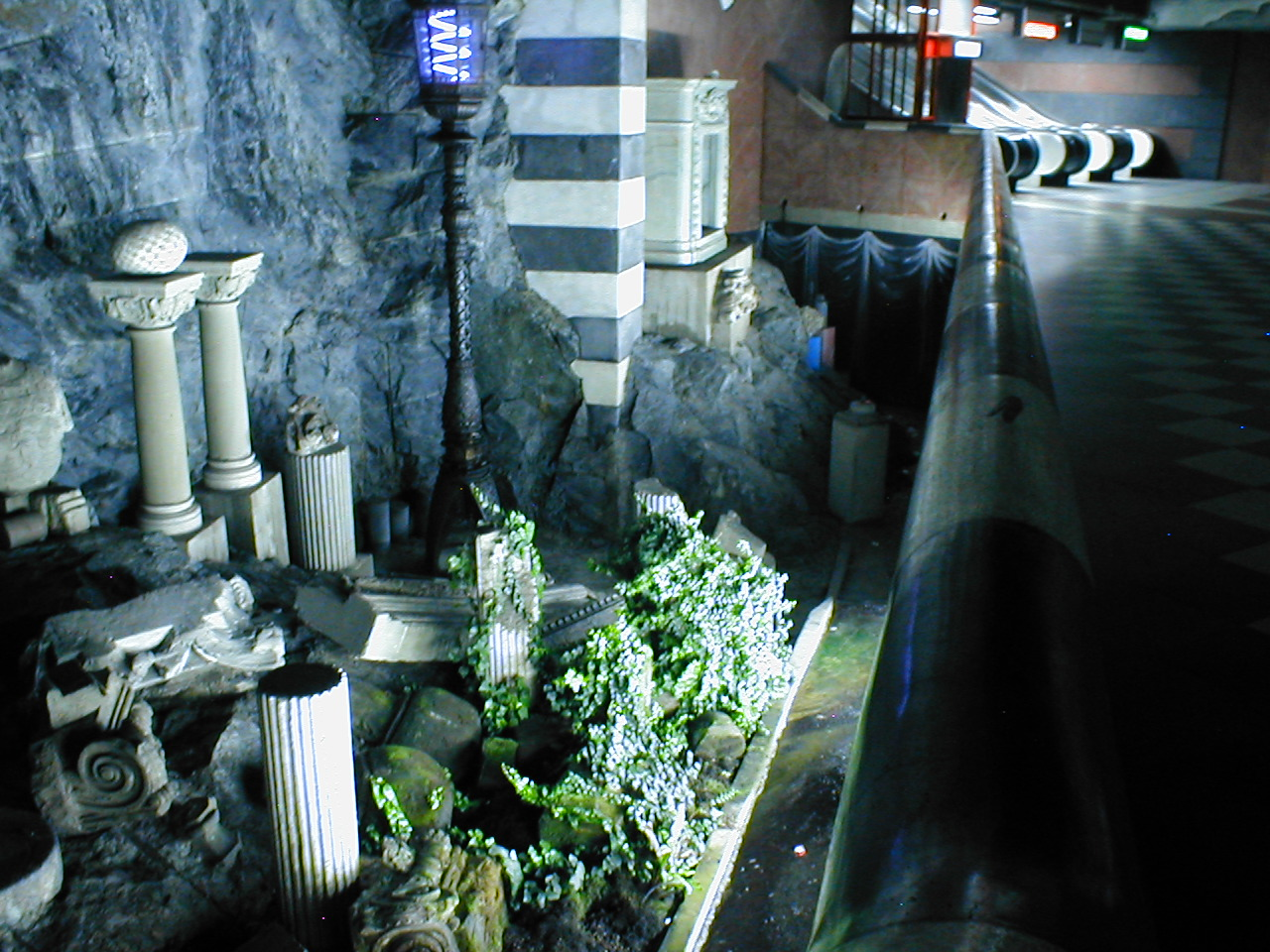
A estação de Kungsträdgården na linha azul

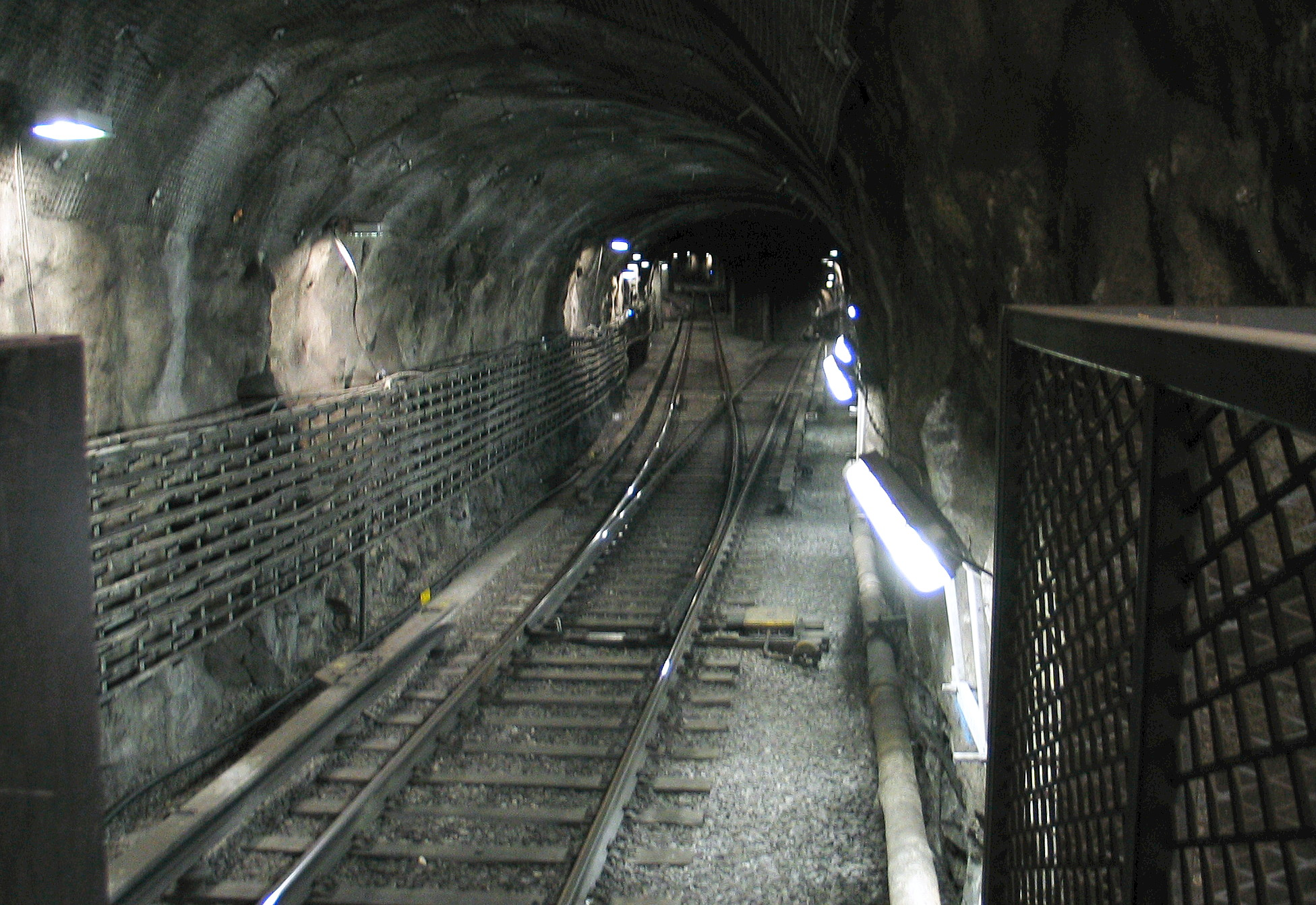
Num túnel

| Linha                   | Percurso                   | Inauguração             | Comprimento (km) | Estações |
| ----------------------- | -------------------------- | ----------------------- | ---------------- | -------- |
| 10                      | Kungsträdgården – Hjulsta  | 1975-08-31              | 15,1             | 14       |
| 11                      | Kungsträdgården – Akalla   | 1977-06-05              | 15,6             | 12       |
| 13                      | Norsborg – Ropsten         | 1964-04-05              | 26,6             | 25       |
| 14                      | Fruängen – Mörby C         | 1964-04-05              | 19,5             | 19       |
| 17                      | Åkeshov – Skarpnäck        | 1958-04-17              | 19,6             | 24       |
| 18                      | Alvik – Farsta strand      | 1950-10-01              | 18,4             | 23       |
| 19                      | Hässelby strand – Hagsätra | 1951-09-09              | 28,6             | 35       |
| Hela tunnelbanesystemet | Hela tunnelbanesystemet    | Hela tunnelbanesystemet | 110 km           | 100      |

## História
Em 1933, foi dado início à construção de um túnel sob Södermalm, constituindo o primeiro passo para a concretização do metropolitano de Estocolmo. Pouco tempo mais tarde, começou a circular o hoje denominado Pré-metro, com elétricos ou bondes. Nessa altura, nasceu o nome Tunnelbannan (significando o comboio ou trem do túnel, em Português). Inicialmente, tinha apenas três estações em Södermalm, Slussen, Södra Bantorget (hoje chamada Medborgarplatsen) e Ringvägen (hoje chamada Skanstull). As estações foram assinaladas à superfície com um T, dentro de um círculo, simbolizando ao mesmo tempo um túnel e uma linha ferroviária. Em 1950, começou a circulação das verdadeiras carruagens de metropolitano.
| Data                   | Percurso                                     |
| ---------------------- | -------------------------------------------- |
| 1 de outubro de 1950   | Slussen–Hökarängen                           |
| 9 de setembro de 1951  | Gullmarsplan–Stureby                         |
| 26 de outubro de 1952  | Hötorget–Vällingby                           |
| 22 de novembro de 1954 | Stureby–Högdalen                             |
| 1 de novembro de 1956  | Vällingby–Hässelby Gård                      |
| 24 de novembro de 1957 | Hötorget–Slussen                             |
| 17 de abril de 1958    | Skärmarbrink–Hammarbyhöjden                  |
| 19 de novembro de 1958 | Hässelby Gård–Hässelby strand                |
| 19 de novembro de 1958 | Hökarängen–Farsta                            |
| 19 de novembro de 1958 | Hammarbyhöjden–Bagarmossen                   |
| 14 de novembro de 1959 | Högdalen–Rågsved                             |
| 1 de dezembro de 1960  | Rågsved–Hagsätra                             |
| 5 de abril de 1964     | T-Centralen–Fruängen                         |
| 5 de abril de 1964     | Liljeholmen–Örnsberg                         |
| 16 de maio de 1965     | Örnsberg–Sätra                               |
| 16 de maio de 1965     | T-Centralen–Östermalmstorg                   |
| 1 de março de 1967     | Sätra–Skärholmen                             |
| 2 de setembro de 1967  | Östermalmstorg–Ropsten                       |
| 2 de dezembro de 1967  | Skärholmen–Vårberg                           |
| 29 de agosto de 1971   | Farsta–Farsta Strand                         |
| 1 de outubro de 1972   | Vårberg–Fittja                               |
| 30 de setembro de 1973 | Östermalmstorg–Tekniska högskolan            |
| 12 de janeiro de 1975  | Tekniska högskolan–Universitetet             |
| 12 de janeiro de 1975  | Fittja–Norsborg                              |
| 31 de agosto de 1975   | T-Centralen–Hjulsta-Rinkeby)                 |
| 5 de junho de 1977     | Hallonbergen–Akalla                          |
| 30 de outubro de 1977  | T-Centralen–Kungsträdgården                  |
| 29 de janeiro de 1978  | Universitetet–Mörby centrum                  |
| 18 de agosto de 1985   | Västra skogen–Rinkeby ou Sundbybergs centrum |
| 15 de agosto de 1994   | Bagarmossen–Skarpnäck                        |

## Características técnicas

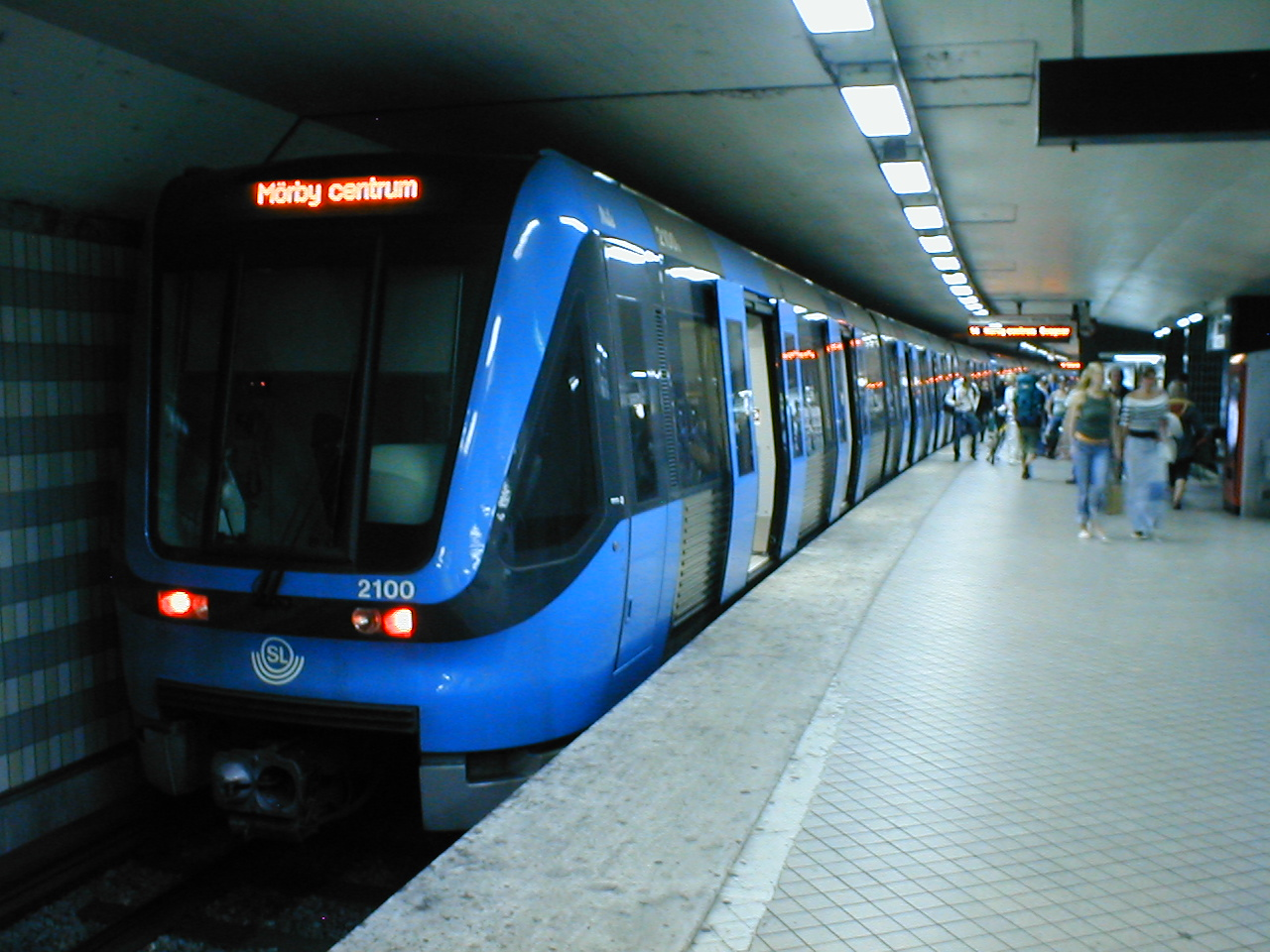
Um vagão do tipo C20

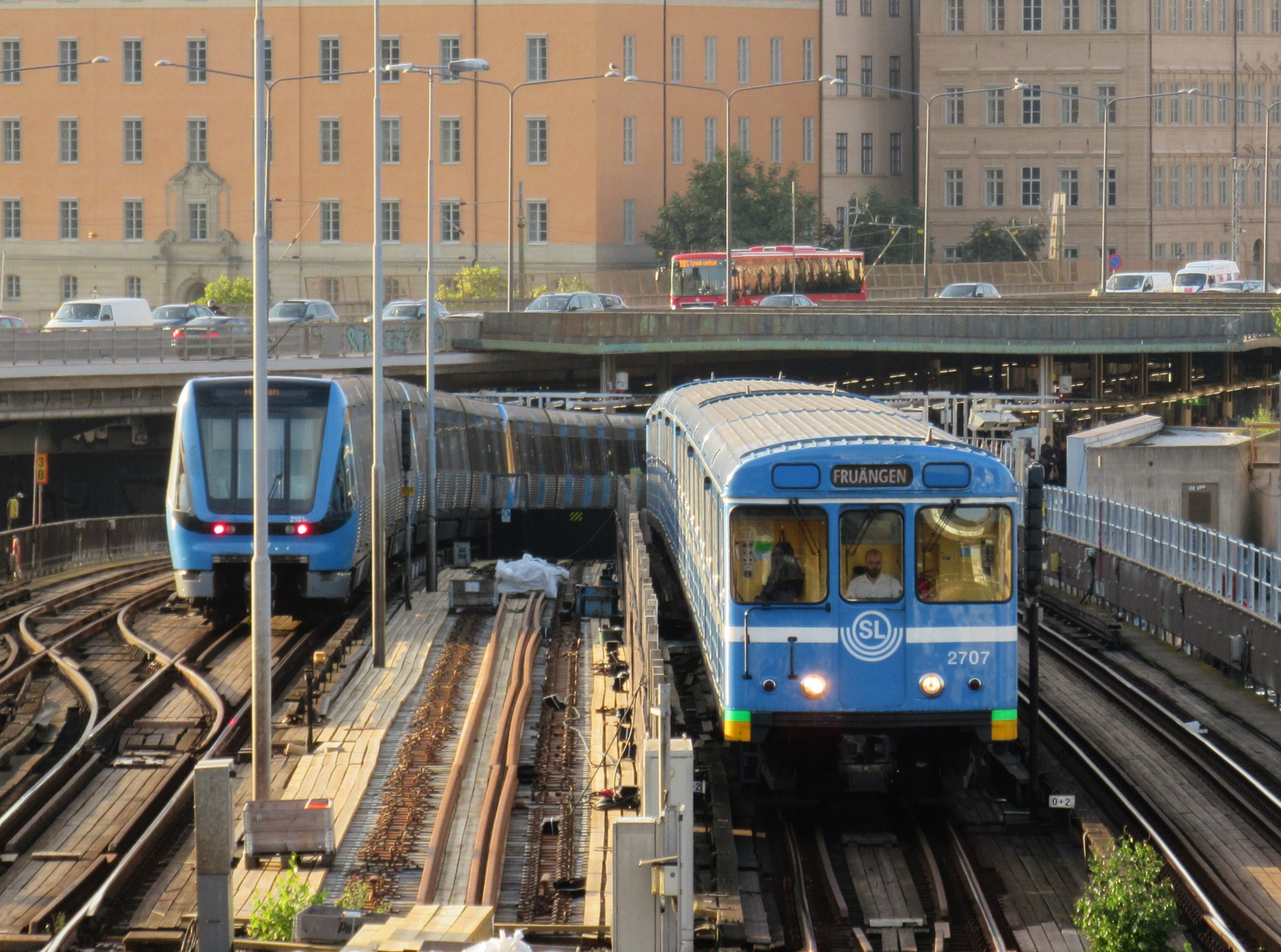
Um vagão do tipo C6

O Metropolitano de Estocolmo é movido a eletricidade, usando corrente contínua com uma tensão nominal de 650 volt nas linhas verde e vermelha e de 750 volt, na linha azul. A corrente é fornecida pelos próprios carris.
Utiliza actualmente 271 vagões modernos e 250 vagões de modelos das décadas de 1970 e de 1980. Um comboio completa possui 3 vagões modernos ou 8 antigos, perfazendo um comprimento de cerca de 145 metros.
A velocidade máxima é de 80 km/h nas linhas vermelha e azul e 70 km/h na linha verde (50 km/h nas plataformas das estações). A aceleração máxima é de 0,8 m/s².
Um trem lotado transporta entre 1 000 a 1 200 passageiros.
Para alcançar um nível elevado de segurança, o Tunnelbana usa um sistema de segurança de sinal contínuo, que envolve o envio de informação de segurança para o comboio continuamente. O sinal é captado dos carris através de duas antenas colocadas perto das rodas dianteiras e é comparado com dados sobre a velocidade do comboio. Os travões automáticos são activados se por alguma razão a velocidade máxima permitida for excedida. O condutor recebe informação sobre a velocidade actual através de um mostrador na cabina. O sistema permite que dois comboios se aproximem, mas impede a ocorrência de colisões a velocidades superiores a 15 km/h. Em alguns casos, existe ainda um sistema de condução automática para auxiliar o condutor, que contiua responsável por abrir as portas e por ligar o comboio.

### Tipos de vagões

#### Novos
- C6 (fab. ASEA e Hägglund - 1970-74)¹
- C9 (fab. ASEA e Hägglund - retirados de circulação)²
- C14 (fab. ASEA, ASJ e Hägglund - 1985-89)
- C15 (fab. ASEA e Hägglund - 1985)
- C20 (fab. Bombardier - 1997-2004)³
- C20F (veículo de testes, fabricado pela Bombardier em 2003)
- C30 (fab. Bombardier - 2016-2022)⁴

Notas
- ¹ A fim de aumentar a capacidade dos vagões nos horários de pico, algumas unidades C6 tiveram seu salão de passageiros modificado.
- ² Os vagões C9 foram transferidos para o Saltsjöbanan (linhas 25 e 26, comboios locais). Com essa transferência, as unidades sofreram algumas modificações, como a remoção das portas centrais dos vagões (passando a ter apenas 4 portas por vagão, ao invés de 6). No Saltsjöbanan, os vagões C9 são denominados C10 e C11.
- ³ Os vagões C20 estão em processo de modernização. As unidades modernizadas serão denominadas C25.
- ⁴ A primeira composição da frota C30 iniciou operação comercial em 11 de agosto de 2020, na Linha Vermelha (L13), no trecho Gärdet-Alby. Em 2022, serão 96 unidades, acopladas aos pares (48 composições), circulando na Linha Vermelha (40 composições) e na Linha Azul (8 composições).

#### Históricos
- A13 (bondes elétricos fabricados pela ASEA)
- B13 (bondes elétricos fabricados pela ASEA)
- C1 (primeiro vagão de metro, fabricado por ASEA e ASJ)
- C2 (fab. ASEA e ASJ)
- C3 (fab. ASEA e ASJ)
- C4 (fab. ASEA e ASJ)
- C5 (vagões de teste, fabricados pela Hägglund)
- C7 (fab. ASEA)
- C8 (fab. ASEA e Hägglund)
- C12 (fab. ASEA, ASJ e Hägglund)
- C13 (fab. ASEA, ASJ e Hägglund)
- C14z (fab. ASEA e Hägglund)

## Túneis
Alguns dos maiores túneis da Suécia encontram-se no Tunnelbana.
Por exemplo:
- Kungsträdgården-Hjulsta (linha azul) 14,3 km
- Gamla stan-Bergshamra (linha vermelha) 8,5 km
- Gamla stan-Odenplan-Lindhagensplan (Kungsholmen) (linha verde) 4,7 km
- Gamla stan-Gärdet (linha vermelha) 4,5 km
- Slussen-Liljeholmen (linha vermelha) 3,3 km
- Axelsberg-Bredäng (linha vermelha) 2,3 km